# Миндоро
Миндоро је седмо по величини острво у архипелагу Филипина. Административно припада северном делу земље, Лузону. Дели се на две провинције: Западни Миндоро и Источни Миндоро. До поделе је дошло 1950. 
Острво је добило име по шпанској синтагми Mina de Oro (рудник злата). 
Миндоро има површину од 10.244,50 km² и 1.000.340 становника (стање 2000). Највећи град на острву је Калапан (Источни Миндоро, 116.976 становника 2007). На острву се говори језик тагалог. 
Главне привредне гране су узгој пиринча, шећерне трске, кокоса и поврћа. Од минералног богатства, експлоатише се мермер, гипс и бакар. 